# Hare Paenga

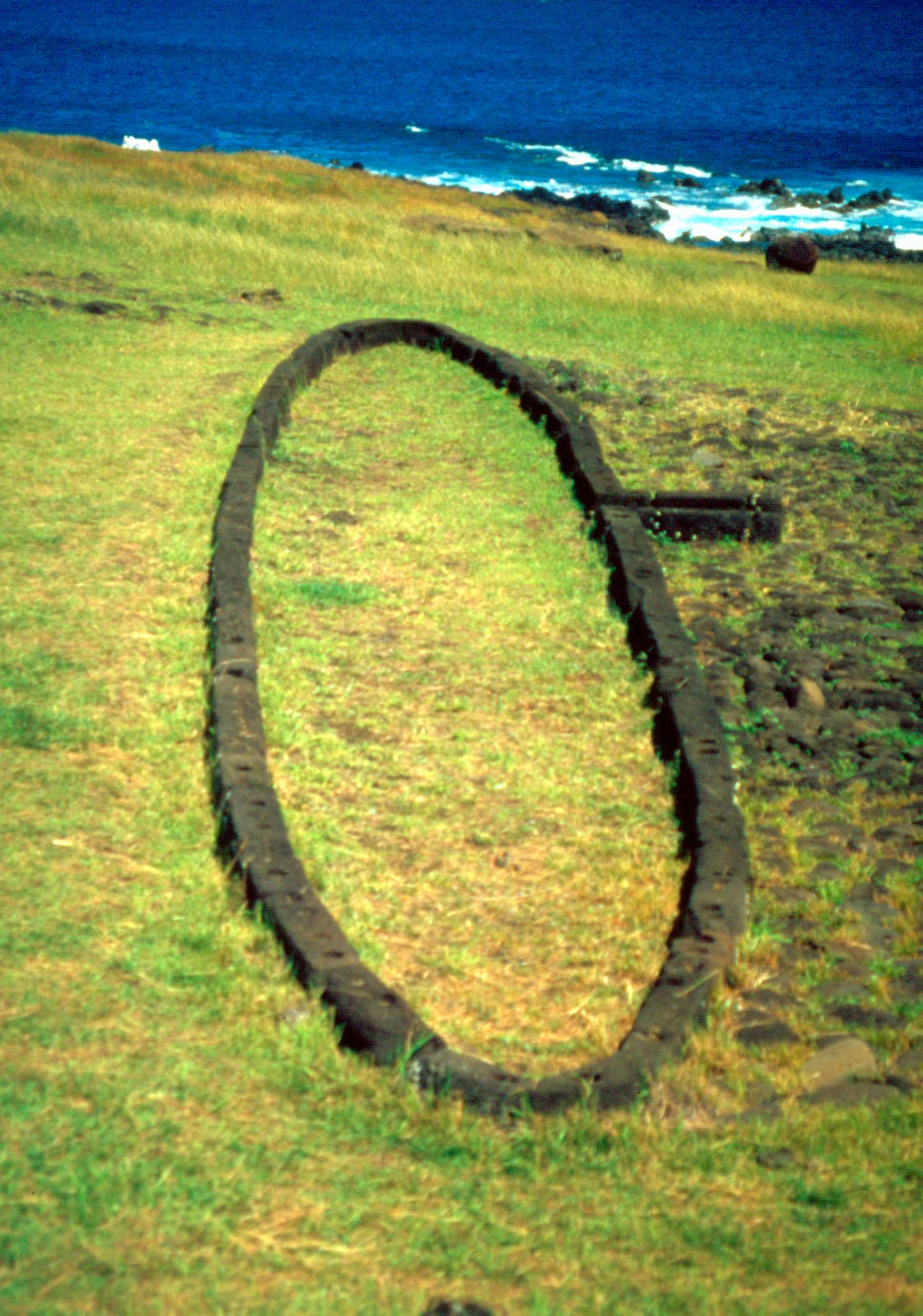
Premières pierres d'un Hare Paenga

Le hare paenga aussi appelé Maison-canoë est une maison traditionnelle Rapa Nui dont les vestiges sont observables sur l'Île de Pâques. Elles sont réservées à l'élite religieuse et politique. Leur forme rappelle une coque de bateau renversée, d'où l'appellation maison-canoë.

## Implantation des constructions sur l'Île de Pâques
Pendant l'époque classique, entre l'an 1000 et 1650 après J.-C., les colonies typiques de l'île de Pâques sont situées près de la côte pour bénéficier de l'accès à la mer, une source alimentaire essentielle. Elles comprennent des maisons d'habitation, des fours souterrains (umu), des jardins clos (manavai) et des poulaillers (hare moa). Le village inclut également une plateforme cérémonielle (ahu) servant de centre religieux et politique. Les hare paenga, réservées aux familles nobles et au clergé, sont situées près de la côte et à proximité des plateformes cérémonielles, symbolisant le prestige. Dans les colonies plus importantes et significatives, il existe également de grandes maisons de réunion (hare nui), construites dans un style similaire aux maisons-canoe. Selon certains récits contemporains, certaines de ces maisons de réunion mesuraient plus de 100 mètres de long. Plus loin à l'intérieur de l'île, au milieu d'autres jardins et champs, se trouvent les huttes plus simples, généralement rectangulaires mais parfois rondes ou ovales, des membres ordinaires de la tribu. À proximité immédiate se trouvent les poulaillers construits en pierre. Les poules étaient une ressource précieuse, garantissant ainsi une surveillance constante.

## Méthode de construction
Le mot "paenga" a une double signification dans la langue de l'île de Pâques : il désigne à la fois la pierre taillée ou travaillée, mais il signifie aussi grande famille ou groupe familial. Ainsi, "hare paenga" désigne à la fois la maison pour la grande famille, ce qui se rapporte à son utilisation, et la maison en pierre, ce qui se rapporte au matériau utilisé lors de sa construction.
Les fondations de la maison Paenga sont constituées de pierres de base soigneusement travaillées en basalte dur, d'environ la taille et la forme de nos bordures de trottoir actuelles, disposées en forme d'ellipse allongée et enfoncées de 30 à 100 cm dans le sol. Le dessus de chaque pierre présente deux ou plusieurs trous dans lesquels des branches fines, probablement en bois de toromiro, sont insérées. Les barres de bois sont tirées ensemble en forme de dôme et attachées à une longue poutre faîtière, créant ainsi une structure allongée et ronde, en forme de panier.
Le toit est en trois couches. Sur le cadre en bois, on tresse des nattes en roseaux de totora comme couche intérieure. Par-dessus, on pose une couche de feuilles de canne à sucre (toa ou rau toa), puis des touffes d'herbe (mauku) sont fixées aux traverses comme couche extérieure. Il est également possible, mais aujourd'hui difficile à vérifier, que l'on utilisait à l'origine des feuilles de palmier d'une espèce de cocotier du Chili (genre Jubaea), superposées en écailles pour couvrir le toit. Lorsque les forêts de palmiers étaient déjà détruites par la surexploitation, il a fallu chercher des matériaux végétaux alternatifs.
L'entrée du bâtiment ne comporte qu'un tunnel bas, pas plus large ni plus haut d'un mètre, de sorte que la maison ne peut être entrée qu'en rampant. De chaque côté du tunnel d'entrée se trouve une petite figurine en bois ou en pierre comme protection contre les mauvais esprits (Aku Aku).
La cour semi-circulaire est pavée de galets roulés (poro) et sert de lieu de séjour pour les habitants et pour les activités quotidiennes telles que la préparation des repas et les travaux artisanaux. Juste à côté se trouve le four en terre (umu), un trou carré, pentagonal ou hexagonal doublé de pierres de basalte.
L'intérieur de la maison n'est pas divisé et, comme le rapporte Roggeveen, ne comporte aucun mobilier, seulement quelques crochets en bois suspendus au plafond et des calebasses pour stocker l'eau. Carl Friedrich Behrens, prétendument commandant de l'infanterie de marine de Roggeveen, mentionne également des nattes tressées pour dormir et des couvertures rouge et blanche en tissu d'écorce de tapa.
Les hare paenga mesurent en moyenne entre 10 et 15 mètres de long et environ 1,5 à 2 mètres de large. Cependant, il y a aussi occasionnellement des maisons plus grandes à usage d'habitation (jusqu'à 40 mètres de long). Les maisons de réunion sont encore plus grandes.

## Premiers rapports et descriptions européens
Des récits de voyage datant du XVIIIe siècle rédigés par des explorateurs européens décrivent encore des maisons Paenga intactes et utilisées.

### George Forster
« . . . on ne pouvait voir que dix à douze huttes au maximum. L'une des plus imposantes était construite sur une petite colline, et la curiosité nous y poussa, mais c'était un logement misérable. Celui qui voulait entrer ou sortir devait ramper à quatre pattes. L'intérieur était vide et dépouillé, et on n'y trouvait même pas un brin de paille. Notre compagnon nous raconta qu'ils passaient la nuit dans ces huttes, mais ce doit être une résidence misérable, surtout parce qu'à cause du peu de huttes, elles doivent être superposées les unes sur les autres. »

— George Forster 

### Jean-François de La Pérouse
« . . . car je me risquerais presque à affirmer avec certitude que tous les habitants d'un village ou d'un district avaient l'habitude de partager collectivement les habitations. J'ai mesuré quelques-unes de ces habitations, qui se trouvaient à proximité de l'endroit où nous avions établi notre campement. Elle mesurait 310 pieds de long, 10 pieds de large et 10 pieds de haut au milieu. En termes de forme, elle ressemblait à une pirogue renversée. Elle n'avait pas plus de deux portes, chacune mesurant seulement deux pieds de hauteur, ce qui obligeait à y entrer à quatre pattes, et le tout pouvait accueillir plus de deux cents personnes. Il est clair que cette habitation ne pouvait pas être destinée au chef de ce peuple, car il n'y avait aucun équipement à l'intérieur ; de plus, une telle taille n'aurait servi à rien ; au contraire, elle constituait, avec deux ou trois autres huttes non loin de là, tout un village. ... D'autres [habitations], en revanche, sont fabriquées à partir de roseaux, ce qui prouve qu'il y a des zones marécageuses à l'intérieur de cette île. Ces roseaux sont entrelacés de manière très ingénieuse, de sorte qu'aucune pluie ne peut les traverser. Le bâtiment lui-même repose sur une base de pierres taillées, entre lesquelles des trous ont été pratiqués à intervalles réguliers et dans lesquels des poteaux ont été insérés, incurvés en haut pour former la charpente. Les espaces vides entre ces poteaux sont remplis de nattes tressées à partir de roseaux. »

— Jean-François de La Pérouse 

### James cook
« Leurs maisons sont basses, longues et étroites, ressemblant en beaucoup de points à de grands bateaux renversés, dont la quille est arrondie et tordue ; la plus longue que j'ai vue mesurait 60 pieds de long, 8 ou 9 pieds de haut au milieu et 3 ou 4 pieds à chaque extrémité, leur largeur étant presque uniforme partout. La porte était située au milieu d'un côté, construite comme une véranda, si basse et étroite qu'un seul homme pouvait à peine y ramper à quatre pattes. Les murs étaient faits de petits branchages et les toits étaient couverts de canne à sucre et de feuilles de figuier, s'étendant du sol jusqu'au sommet, de sorte qu'il n'y avait pas de lumière, sauf celle que permettait la petite entrée. »

— James Cook 
Étant donné que les premiers explorateurs européens ne sont restés que quelques heures chacun sur l'île de Pâques, leurs récits sont lacunaires et imprégnés d'eurocentrisme. Cependant, ils sont intéressants dans la mesure où ils contiennent des faits qui ne peuvent plus être confirmés par des preuves archéologiques aujourd'hui, tels que : les matériaux éphémères utilisés pour le toit, l'utilisation des maisons comme habitations intergénérationnelles pour les grandes familles ou l'absence totale de mobilier intérieur.

## Utilisation
Les maisons Paenga sont construites avec beaucoup de soin et réservées à l'élite du pouvoir tribal, aux familles des chefs et des prêtres. Elles sont utilisées en commun par toute la grande famille. Comme le suggèrent déjà les premiers récits, les maisons servent uniquement de lieu de sommeil et non de résidence permanente. Les repas sont préparés pour toute la famille dans le four en terre situé à proximité, et les repas sont pris sur la terrasse pavée. Cette terrasse sert également de lieu de vie familial.
Chaque implantation ne comprend que quelques maisons Paenga, les fouilles archéologiques antérieures suggèrent même qu'il n'y en a guère plus d'une demi-douzaine dans de grands villages. Les membres ordinaires de la tribu habitent dans des huttes plus simples et nettement plus petites, dissimulées au milieu des champs cultivés, bien plus éloignées de la côte et de la plateforme cérémonielle. Il est donc compréhensible que les Européens ne les remarquent pas lors de leurs courtes visites, ou ne les considèrent pas comme dignes de mention.

## Caractère sacré

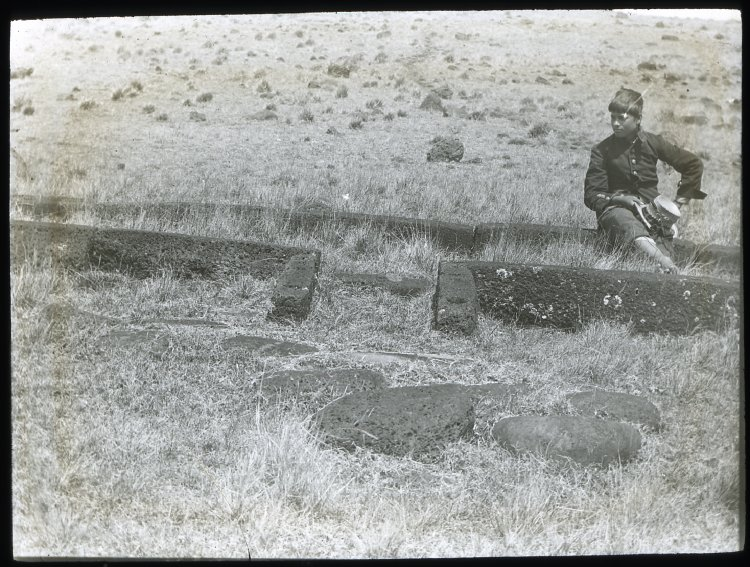
Vue d'un Hare Paenga durant l'expédition Mana. Photographie probablement prise par Katherine Routledge en 1914.

Il est évident que la construction d'une maison d'une telle importance nécessitait également des rituels spéciaux. Un indice en est donné par le récit de Katherine Routledge :

« Ngaara, dernier chef du clan Miru, décédé en esclavage au Pérou au milieu du XIXe siècle, assistait lui-même à l'inauguration de chaque maison d'importance. Des lézards en bois étaient plantés de chaque côté de l'entrée, face à la cour. L'"ariki" (chef, chef de tribu et futur propriétaire de la maison) et un "ivi-atua" (prêtre d'un rang particulièrement élevé), qui marchait avec lui comme un "tatane" (esprit, fantôme), étaient les premiers à prendre leur repas [probablement rituel] dans la maison. Seules les maisons avec des fondations en pierre étaient honorées de cette manière. L'ariki était visité par tous les gens [les membres du clan] à un mois spécifique de l'année, qui lui tendaient la plante Pua [une plante rare de la famille des Zingiberaceae, aujourd'hui très rare sur l'île de Pâques] au bout d'un bâton dans sa maison, puis reculaient. »

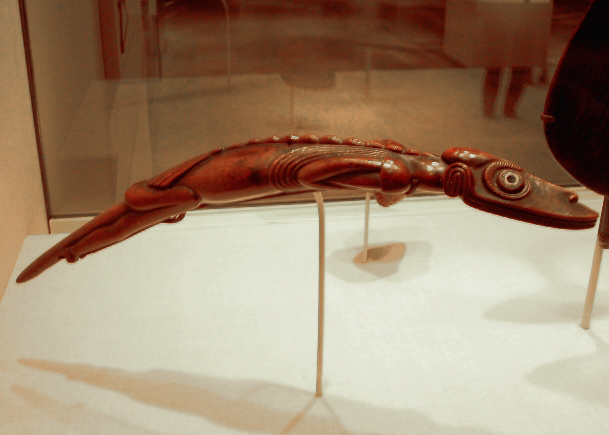
Moko, Ablepharus boutonii, en figure anthropomorphe sculptée

Les lézards en bois mentionnés dans le rapport sont des figures anthropomorphes, une combinaison d'homme et de lézard. Les statuettes sculptées dans le bois, également appelées moko comme l'animal du même nom, ont la tête et le corps du lézard fréquent sur l'île de Pâques, Ablepharus boutonii de la famille des Scincidés. Elles possèdent en même temps des attributs humains tels que la colonne vertébrale, les côtes, les bras et les mains. Souvent, une vulve est sculptée sur le corps, tandis que sur d'autres exemplaires, un pénis circoncis est représenté. La queue de lézard est artificiellement allongée et se termine en pointe, confirmant la description de Routledge selon laquelle la figure est plantée dans le sol.
Selon Thomson  on enfouit des pierres sacrées sous l'entrée de la porte, censées protéger la maison et ses habitants des malheurs.

## Légende
Selon la légende, les maisons Paenga ne sont pas une invention propre à la culture de l'île de Pâques, mais ont été apportées sur l'île de Pâques par Hotu Matua, le fondateur mythique, tout comme de nombreuses autres réalisations utiles (l'écriture Rongorongo, le tissu en écorce de tapa, les Moai, entre autres). Parmi les partisans de Hotu Matua se trouvait un homme nommé Nuku Kehu, le légendaire premier constructeur de l'île de Pâques.